# Prêmio Hugo de melhor apresentação dramática
O Prêmio Hugo é entregue anualmente pela World Science Fiction Society para a melhor realização em trabalhos de fantasia ou ficção científica do ano anterior. O prêmio é em homenagem a Hugo Gernsback, fundador da pioneira revista de ficção científica Amazing Stories, e já foi oficialmente conhecido como Science Fiction Achievement Award. Ele já foi descrito como "uma boa vitrine para ficção especulativa" e "o mais conhecido prêmio literário para trabalhos de ficção cientítica". O Prêmio Hugo de Melhor Apresentação Dramática era entregue anualmente para filmes, episódios de televisão ou outros trabalhos dramatizados relacionados a fantasia ou ficção científica lançados no ano anterior.

## História
O prêmio foi entregue pela primeira vez em 1958 e, com a exceção dos anos de 1964 e 1966, ele foi entregue anualmente até 2002, quando foi aposentado em favor das recém criadas categorias de Apresentação Dramática (Forma Longa) e Apresentação Dramática (Forma Curta), que dividiram a categoria dependendo se o trabalho é maior ou menor do que 90 minutos. Os prêmios de 1964 e 1966 não tiveram candidatos suficientes para manter a categoria. Antes de 1971 a categoria era definida como incluindo trabalhos de "rádio, televisão, teatro ou cinema", e desde então foi expandida para "qualquer meio dramatizado de fantasia ou ficção científica", resultando na indicação de canções e outros trabalhos. Além dos Prêmios Hugo regulares, começando no Prêmio Hugo Retrospectivo de 1996, ou "Retro Hugo", está disponível um prêmio para ser entregue a trabalhos de 50, 75 ou 100 anos antes, quando o Hugo ainda não existia. Até hoje, o Retro Hugo foi entregue para os anos de 1946, 1951 e 1954; os dois primeiros foram na categoria de Melhor Apresentação Dramática enquanto o de 1954 foi para a categoria de Forma Curta. Não houve canditados suficientes para manter a categoria de Forma Longa naquele ano.
Os indicados e vencedores são escolhidos pelos membros atendentes ou apoiadores da anual World Science Fiction Convention (Worldcon) e a apresentação dos vencedores constitui o evento central. O processo de seleção é definido na World Science Fiction Society Constitution como uma votação preferencial com cinco indicados, exceto nos casos de empate. Esses cinco trabalhos na cédula de votação são os cinco mais votados pelos membros naquele ano, com nenhum limite para o número de trabalhos que podem ser candidatados. O prêmio de 1958 não incluía o reconhecimento dos indicados, porém desde 1959 todos os cinco indicados foram registrados. Candidaturas iniciais são feitas entre janeiro e março, enquanto a votação na cédula dos cinco indicados ocorre de abril até julho, sujeito a mudança dependendo de quando a Worldcon do ano é realizada. Worldcons geralmente são realizadas no começo de setembro, e ocorrem em cidades diferentes ao redor do mundo todo ano. Membros podem votar em "sem prêmio", se acharem que nenhum dos indicados é merecedor, e se no caso do "sem prêmio" ser a maioria o Hugo não é entregue. Isso ocorreu na categoria de Apresentação Dramática em quatro ocasiões, em 1959, 1963, 1971 e 1977.
Em seus 57 anos, 43 prêmios para Melhor Apresentação Dramática, 11 prêmios para Forma Curta e Forma Longa e 3 Retro Hugos foram entregues. Um desses foi para um trabalho de não ficção; em 1970 para a cobertura jornalística da Apollo 11. As séries ou franquias com o maior número de prêmios são Doctor Who, com 6 prêmios de Forma Curta a partir de 23 indicações, e Star Trek com 4, dois para a série original e 2 para Star Trek: The Next Generation de um total de 24 indicações para a franquia como um todo. Outras franquias com múltiplas vitórias ou indicações incluem The Twilight Zone, com 3 vitórias de 4 indicações; Game of Thrones com 3 prêmios de 3 indicações; Babylon 5, com 2 de 4; Buffy the Vampire Slayer, com 1 de 6; Battlestar Galactica, com 1 de 5; e Harry Potter, com 7 indicações e nenhuma vitória.

## Vencedores e indicados
Nas tabelas a seguir, os anos correspondem ao ano da cerimônia, ao invés de quando o trabalho foi lançado. Nomes com o fundo azul e um asterisco (*) são os vencedores; aqueles com o fundo branco são os outros indicados. Fundos cinza e um sinal de mais (+) marcam um ano quando "sem prêmio" foi selecionado como vencedor. No caso de apresentações de televisão, o prêmio é geralmente entregue a um episódio em particular ao invés do programa como um todo; entretanto, algumas vezes, como no caso de The Twilight Zone, ele foi entregue ao conjunto da obra ao invés de um episódio em particular.

### Melhor apresentação dramática
*   Vencedores
  +   Nenhum vencedor selecionado
| Ano  | Trabalho                                                         | Criador(es) | Estúdio(s)                                                                | Ref    |
| ---- | ---------------------------------------------------------------- | --- | ------------------------------------------------------------------------- | ------ |
| 1958 | The Incredible Shrinking Man*                                    | Jack Arnold (diretor), Richard Matheson (roteiro, história) | Universal Studios                                                         | [ 17 ] |
| 1959 | (sem prêmio)+                                                    | |                                                                           | [ 12 ] |
| 1959 | The 7th Voyage of Sinbad                                         | Nathan Juran (diretor), Ken Kolb (roteiro), Ray Harryhausen (história) | Morningside Movies/Columbia Pictures                                      | [ 12 ] |
| 1959 | Dracula                                                          | Terence Fisher (diretor), Jimmy Sangster (roteiro), Bram Stoker (romance original) | Hammer Film Productions                                                   | [ 12 ] |
| 1959 | The Fly                                                          | Kurt Neumann (diretor), James Clavell (roteiro), George Langelaan (história) | 20th Century Fox                                                          | [ 12 ] |
| 1960 | The Twilight Zone*                                               | Rod Serling (criador, roteiro) | CBS                                                                       | [ 18 ] |
| 1960 | Men into Space                                                   | (vários diretores e roteiristas) | CBS                                                                       | [ 18 ] |
| 1960 | Murder and the Android                                           | Alex Segal (diretor), Alfred Bester (história original) | NBC                                                                       | [ 18 ] |
| 1960 | The Turn of the Screw                                            | John Frankenheimer (diretor), James Costigan (roteiro), Henry James (romance original) | NBC                                                                       | [ 18 ] |
| 1960 | The World, the Flesh and the Devil                               | Ronald MacDougall (diretor, roteiro), Ferdinand Reyher (história), M. P. Shiel (romance original) | HarBel/Metro-Goldwyn-Mayer                                                | [ 18 ] |
| 1961 | The Twilight Zone*                                               | Rod Serling (criador, roteiro) | CBS                                                                       | [ 19 ] |
| 1961 | The Time Machine                                                 | George Pal (diretor), David Duncan (Roteiro), H. G. Wells (romance original) | Galaxy Films/Metro-Goldwyn-Mayer                                          | [ 19 ] |
| 1961 | Village of the Damned                                            | Wolf Rilla (diretor), Stirling Silliphant (roteiro), Ronald Kinnoch (roteiro) | Metro-Goldwyn-Mayer                                                       | [ 19 ] |
| 1962 | The Twilight Zone*                                               | Rod Serling (criador, roteiro) | CBS                                                                       | [ 20 ] |
| 1962 | Thriller                                                         | (vários diretores e roteiristas) | NBC                                                                       | [ 20 ] |
| 1962 | The United States Steel Hour: "The Two Worlds of Charlie Gordon" | James Yaffe (diretor), Daniel Keyes (história original) | CBS                                                                       | [ 20 ] |
| 1962 | Village of the Damned                                            | Wolf Rilla (diretor), Stirling Silliphant (roteiro), Ronald Kinnoch (roteiro) | Metro-Goldwyn-Mayer                                                       | [ 20 ] |
| 1962 | Vynález Zkázy                                                    | Karel Zeman (diretor, roteiro), František Hrubín (roteiro), Júlio Verne (romance original) | Warner Bros.                                                              | [ 20 ] |
| 1963 | (sem prêmio)+                                                    | |                                                                           | [ 13 ] |
| 1963 | The Twilight Zone                                                | Rod Serling (criador, roteiro) | CBS                                                                       | [ 13 ] |
| 1963 | L'Année Dernière à Marienbad                                     | Alain Resnais (diretor, roteiro), Alain Robbe-Grillet (roteiro), Adolfo Bioy Casares (romance original) | Argos Films                                                               | [ 13 ] |
| 1963 | The Day the Earth Caught Fire                                    | Val Guest (diretor, roteiro), Wolf Mankowitz (roteiro) | British Lion Films/Pax                                                    | [ 13 ] |
| 1963 | Night of the Eagle                                               | Sidney Hayers (diretor), Charles Beaumont (roteiro), Richard Matheson (roteiro), George Baxt (roteiro), Fritz Leiber (romance original)                                                                                                | Anglo-Amalgamated/Independent Artists                                     | [ 13 ] |
| 1965 | Dr. Strangelove*                                                 | Stanley Kubrick (diretor, roteiro), Terry Southern (roteiro), Peter George (roteiro, romance original) | Hawk Films/Columbia Pictures                                              | [ 21 ] |
| 1965 | 7 Faces of Dr. Lao                                               | George Pal (diretor), Charles Beaumont (roteiro), Charles G. Finney (romance original) | Metro-Goldwyn-Mayer                                                       | [ 21 ] |
| 1967 | Star Trek: "The Menagerie"*                                      | Marc Daniels (diretor), Robert Butler (diretor), Gene Roddenberry (roteiro) | Desilu Productions                                                        | [ 22 ] |
| 1967 | Star Trek: "The Corbomite Maneuver"                              | Joseph Sargent (diretor), Jerry Sohl (roteiro) | Desilu Productions                                                        | [ 22 ] |
| 1967 | Star Trek: "The Naked Time"                                      | Marc Daniels (diretor), John D. F. Black (roteiro) | Desilu Productions                                                        | [ 22 ] |
| 1967 | Fahrenheit 451                                                   | François Truffaut (diretor, roteiro), Jean-Louis Richard (roteiro), Helen Scott (roteiro), Ray Bradbury (romance original) | Anglo Enterprises/Vineyard                                                | [ 22 ] |
| 1967 | Fantastic Voyage                                                 | Richard Fleischer (diretor), Harry Kleiner (roteiro), David Duncan (roteiro), Jerome Bixby (história), Otto Klement (história) | 20th Century Fox                                                          | [ 22 ] |
| 1968 | Star Trek: "The City on the Edge of Forever"*                    | Joseph Pevney (diretor), Harlan Ellison (roteiro) | Desilu Productions                                                        | [ 23 ] |
| 1968 | Star Trek: "Amok Time"                                           | Joseph Pevney (diretor), Theodore Sturgeon (roteiro) | Desilu Productions                                                        | [ 23 ] |
| 1968 | Star Trek: "Mirror, Mirror"                                      | Marc Daniels (diretor), Jerome Bixby (roteiro) | Desilu Productions                                                        | [ 23 ] |
| 1968 | Star Trek: "The Doomsday Machine"                                | Marc Daniels (diretor), Norman Spinrad (roteiro) | Desilu Productions                                                        | [ 23 ] |
| 1968 | Star Trek: "The Trouble with Tribbles"                           | Joseph Pevney (diretor), David Gerrold (roteiro) | Desilu Productions                                                        | [ 23 ] |
| 1969 | 2001: A Space Odyssey*                                           | Stanley Kubrick (diretor, roteiro), Arthur C. Clarke (roteiro, história original) | Paramount Pictures                                                        | [ 24 ] |
| 1969 | The Prisoner: "Fall Out"                                         | Patrick McGoohan (diretor, roteiro) | Everyman/ITC Entertainment                                                | [ 24 ] |
| 1969 | Charly                                                           | Ralph Nelson (diretor), Stirling Silliphant (roteiro), Daniel Keyes (história original) | ABC Pictures/Selmer                                                       | [ 24 ] |
| 1969 | Rosemary's Baby                                                  | Roman Polanski (diretor, roteiro), Ira Levin (romance original) | Paramount Pictures                                                        | [ 24 ] |
| 1969 | Yellow Submarine                                                 | George Dunning (diretor), Al Brodax (roteiro), Roger McGough (roteiro), Jack Mendelsohn (roteiro), Lee Minoff (roteiro), Erich Segal (roteiro)                                                                                         | Apple Corps/Hearst/King Features Syndicate                                | [ 24 ] |
| 1970 | Cobertura jornalística da Apollo 11*                             | Várias fontes | Várias, NASA                                                              | [ 16 ] |
| 1970 | The Bed-Sitting Room                                             | Richard Lester (diretor), John Antrobus (roteiro, peça original), Charles Wood (roteiro), Spike Milligan (peça original) | Oscar Lewenstein Productions                                              | [ 16 ] |
| 1970 | The Illustrated Man                                              | Jack Smight (diretor), Howard B. Kreitsek (roteiro), Ray Bradbury (coleção de histórias originais) | SKM                                                                       | [ 16 ] |
| 1970 | The Immortal                                                     | Allen Baron (diretor), Joseph Sargent (diretor), Lou Morheim (roteiro), Robert Specht (roteiro), James Gunn (romance original) | Paramount Pictures                                                        | [ 16 ] |
| 1970 | Marooned                                                         | John Sturges (diretor), Mayo Simon (roteiro), Martin Caidin (romance original) | Columbia Pictures                                                         | [ 16 ] |
| 1971 | (sem prêmio)+                                                    | |                                                                           | [ 14 ] |
| 1971 | Blows Against the Empire                                         | Paul Kantner (letras, música) | RCA                                                                       | [ 14 ] |
| 1971 | Colossus: The Forbin Project                                     | Joseph Sargent (diretor), James Bridges (roteiro), D. F. Jones (romance original) | Universal Studios                                                         | [ 14 ] |
| 1971 | Don't Crush That Dwarf, Hand Me the Pliers                       | The Firesign Theatre (letras, música) | Sony Music Entertainment                                                  | [ 14 ] |
| 1971 | Hauser's Memory                                                  | Boris Sagal (diretor), Adrian Spies (roteiro), Curt Siodmak (romance original) | Universal Studios                                                         | [ 14 ] |
| 1971 | No Blade of Grass                                                | Cornel Wilde (diretor), Sean Forestal (roteiro), Jefferson Pascal (roteiro), John Christopher (romance original) | Theodora/Metro-Goldwyn-Mayer                                              | [ 14 ] |
| 1972 | A Clockwork Orange*                                              | Stanley Kubrick (diretor, roteiro), Anthony Burgess (romance original) | Hawk Films/Polaris/Warner Bros.                                           | [ 25 ] |
| 1972 | The Andromeda Strain                                             | Robert Wise (diretor), Nelson Gidding (roteiro), Michael Crichton (romance original) | Universal Studios                                                         | [ 25 ] |
| 1972 | I Think We're All Bozos on This Bus                              | The Firesign Theatre (letras, música) | Sony Music Entertainment                                                  | [ 25 ] |
| 1972 | The Name of the Game: "L.A. 2017"                                | Steven Spielberg (diretor), Philip Wylie (roteiro) | Universal Studios/NBC                                                     | [ 25 ] |
| 1972 | THX 1138                                                         | George Lucas (diretor, roteiro, história), Walter Murch (roteiro) | Warner Bros./American Zoetrope                                            | [ 25 ] |
| 1973 | Slaughterhouse-Five*                                             | George Roy Hill (diretor), Stephen Geller (roteiro), Kurt Vonnegut (romance original) | Universal Studios                                                         | [ 26 ] |
| 1973 | Between Time and Timbuktu                                        | Fred Barzyk (diretor), Kurt Vonnegut (roteiro, história) | NET Playhouse/PBS                                                         | [ 26 ] |
| 1973 | The People                                                       | Jone Korty (diretor), James M. Miller (roteiro), Zenna Henderson (histórias originais) | American Zoetrope/ABC                                                     | [ 26 ] |
| 1973 | Silent Running                                                   | Douglas Trumbull (diretor), Deric Washburn (roteiro), Michael Cimino (roteiro), Steven Bochco (roteiro) | Universal Studios                                                         | [ 26 ] |
| 1974 | Sleeper*                                                         | Woody Allen (diretor, roteiro), Marshall Brickman (roteiro) | Rollins-Joffe/Metro-Goldwyn-Mayer/United Artists                          | [ 27 ] |
| 1974 | Genesis II                                                       | John Llewellyn Moxey (diretor), Gene Roddenberry (roteiro) | Norway/Warner Bros.                                                       | [ 27 ] |
| 1974 | The Six Million Dollar Man                                       | Richard Irving (diretor), Tom Greene (roteiro), Howard Rodman (roteiro), Martin Caidin (romance original) | Universal Studios                                                         | [ 27 ] |
| 1974 | Soylent Green                                                    | Richard Fleischer (diretor), Stanley R. Greenberg (roteiro), Harry Harrison (romance original) | Metro-Goldwyn-Mayer                                                       | [ 27 ] |
| 1974 | Westworld                                                        | Michael Crichton (diretor, roteiro) | Metro-Goldwyn-Mayer                                                       | [ 27 ] |
| 1975 | Young Frankenstein*                                              | Mel Brooks (diretor, roteiro), Gene Wilder (roteiro, história), Mary Shelley (romance original) | 20th Century Fox                                                          | [ 28 ] |
| 1975 | Flesh Gordon                                                     | Michael Benveniste (diretor, roteiro), Howard Ziehm (diretor) | Grafitti Productions                                                      | [ 28 ] |
| 1975 | Phantom of the Paradise                                          | Brian De Palma (diretor, roteiro) | Harbor/20th Century Fox                                                   | [ 28 ] |
| 1975 | The Questor Tapes                                                | Richard A. Colla (diretor), Gene L. Coon (roteiro), Gene Roddenberry (roteiro, história) | Universal Studios                                                         | [ 28 ] |
| 1975 | Zardoz                                                           | John Boorman (diretor, roteiro) | 20th Century Fox                                                          | [ 28 ] |
| 1976 | A Boy and His Dog*                                               | L. Q. Jones (diretor), Wayne Cruseturner (roteiro), Harlan Ellison (história original) | LQ/JAF                                                                    | [ 29 ] |
| 1976 | Dark Star                                                        | John Carpenter (diretor, roteiro), Dan O'Bannon (roteiro) | USC                                                                       | [ 29 ] |
| 1976 | Monty Python and the Holy Grail                                  | Terry Gilliam (diretor, roteiro), Terry Jones (diretor, roteiro), Graham Chapman (roteiro), John Cleese (roteiro), Eric Idle (roteiro), Michael Palin (roteiro)                                                                        | Python (Monty) Pictures                                                   | [ 29 ] |
| 1976 | Rollerball                                                       | Norman Jewison (diretor), William Harrison (roteiro) | Algonquin/United Artists                                                  | [ 29 ] |
| 1976 | The Capture                                                      | Phil Foglio | Phil Foglio                                                               | [ 29 ] |
| 1977 | (sem prêmio)+                                                    | |                                                                           | [ 15 ] |
| 1977 | Carrie                                                           | Brian De Palma (diretor), Lawrence D. Cohen (roteiro), Stephen King (romance original) | Redbank/United Artists                                                    | [ 15 ] |
| 1977 | Logan's Run                                                      | Michael Anderson (diretor), David Zelag Goodman (roteiro), William F. Nolan (romance original), George Clayton Johnson (romance original)                                                                                              | Metro-Goldwyn-Mayer                                                       | [ 15 ] |
| 1977 | The Man Who Fell to Earth                                        | Nicolas Roeg (diretor), Paul Mayersberg (roteiro), Walter Tevis (romance original) | British Lion Films                                                        | [ 15 ] |
| 1977 | Futureworld                                                      | Richard T. Heffron (diretor), George Schenk (roteiro), Mayo Simon (roteiro) | American International Pictures                                           | [ 15 ] |
| 1978 | Star Wars*                                                       | George Lucas (diretor, roteiro) | Lucasfilm                                                                 | [ 30 ] |
| 1978 | Close Encounters of the Third Kind                               | Steven Spielberg (diretor, roteiro) | Columbia Pictures/EMI Films                                               | [ 30 ] |
| 1978 | Blood!: The Life and Future Times of Jack the Ripper             | Shelley Torgeson (diretor), Robert Bloch (roteiro), Harlan Ellison (roteiro), Ray Torgeson (produtor) | Alternate Worlds Recordings                                               | [ 30 ] |
| 1978 | Wizards                                                          | Ralph Bakshi (diretor, roteiro) | 20th Century Fox                                                          | [ 30 ] |
| 1978 | The Hobbit                                                       | Jules Bass (diretor), Arthur Rankin, Jr. (diretor), Romeo Muller (roteiro), J. R. R. Tolkien (romance original) | Rankin/Bass                                                               | [ 30 ] |
| 1979 | Superman*                                                        | Richard Donner (diretor), Mario Puzo (roteiro, história), David Newman (roteiro), Leslie Newman (roteiro), Robert Benton (roteiro), Jerry Siegel (personagem original), Joe Shuster (personagem original)                              | Alexander Salkind                                                         | [ 31 ] |
| 1979 | Invasion of the Body Snatchers                                   | Philip Kaufmann (diretor), W. D. Richter (roteiro), Jack Finney (romance original) | Solofilm/United Artists                                                   | [ 31 ] |
| 1979 | The Lord of the Rings                                            | Ralph Bakshi (diretor), Peter S. Beagle (roteiro), Chris Conkling (roteiro), J. R. R. Tolkien (romances originais) | Fantasy Films                                                             | [ 31 ] |
| 1979 | Watership Down                                                   | Martin Rosen (diretor, roteiro), Richard Adams (romance original) | Nepenthe Productions                                                      | [ 31 ] |
| 1979 | The Hitchhiker's Guide to the Galaxy                             | Douglas Adams (roteiro), Geoffrey Perkins (produtor) | BBC Radio 4                                                               | [ 31 ] |
| 1980 | Alien*                                                           | Ridley Scott (diretor), Dan O'Bannon (roteiro, história), Ronald Shusett (história) | 20th Century Fox                                                          | [ 32 ] |
| 1980 | The Black Hole                                                   | Gary Nelson (diretor), Jeb Rosebrook (roteiro, história), Gerry Day (roteiro), Bob Barbash (história), Richard H. Landau (história) | The Walt Disney Company                                                   | [ 32 ] |
| 1980 | The Muppet Movie                                                 | James Frawley (diretor), Jack Burns (roteiro), Jerry Juhl (roteiro) | The Jim Henson Company/ITC Entertainment                                  | [ 32 ] |
| 1980 | Star Trek: The Motion Picture                                    | Robert Wise (diretor), Harold Livingston (roteiro), Alan Dean Foster (história), Gene Roddenberry (história) | Paramount Pictures                                                        | [ 32 ] |
| 1980 | Time After Time                                                  | Nicholas Meyer (diretor, roteiro), Karl Alexander (história, romance original), Steve Hayes (história) | Warner Bros.                                                              | [ 32 ] |
| 1981 | The Empire Strikes Back*                                         | Irvin Kershner (diretor), Leigh Bracket (roteiro), Lawrence Kasdan (roteiro), George Lucas (história) | Lucasfilm                                                                 | [ 33 ] |
| 1981 | Cosmos: A Personal Voyage                                        | Carl Sagan (diretor, roteiro), Ann Druyan (diretora, roteiro) | KCET/PBC                                                                  | [ 33 ] |
| 1981 | Flash Gordon                                                     | Mike Hodges (diretor), Lorenzo Semple, Jr. (roteiro), Michael Allin (adaptação), Alex Raymond (quadrinhos originais) | 20th Century Fox/De Laurentiis                                            | [ 33 ] |
| 1981 | The Lathe of Heaven                                              | Fred Barzyk (diretor), David R. Loxton (diretor), Diane English (roteiro), Roger Swaybill (roteiro), Ursula K. Le Guin (romance original)                                                                                              | WNET/PBC                                                                  | [ 33 ] |
| 1981 | The Martian Chronicles                                           | Michael Anderson (diretor), Richard Matheson (roteiro), Ray Bradbury (histórias originais) | BBC/NBC                                                                   | [ 33 ] |
| 1982 | Raiders of the Lost Ark*                                         | Steven Spielberg (diretor), Lawrence Kasdan (roteiro), George Lucas (história), Philip Kaufman (história) | Lucasfilm                                                                 | [ 34 ] |
| 1982 | Dragonslayer                                                     | Matthew Robbins (diretor, roteiro), Hal Barwood (roteiro) | Paramount Pictures/The Walt Disney Company                                | [ 34 ] |
| 1982 | Excalibur                                                        | John Boorman (diretor, roteiro), Rospo Pallenberg (roteiro, adaptação), Thomas Malory (romance original) | Warner Bros.                                                              | [ 34 ] |
| 1982 | Outland                                                          | Peter Hyams (diretor, roteiro) | The Ladd Company                                                          | [ 34 ] |
| 1982 | Time Bandits                                                     | Terry Gilliam (diretor, roteiro), Michael Palin (roteiro) | HandMade Films                                                            | [ 34 ] |
| 1983 | Blade Runner*                                                    | Ridley Scott (diretor), Hampton Fancher (roteiro), David Peoples (roteiro), Philip K. Dick (romance original) | Warner Bros.                                                              | [ 35 ] |
| 1983 | The Dark Crystal                                                 | Jim Henson (diretor, história), Frank Oz (diretor), David Odell (roteiro) | The Jim Henson Company/ITC Entertainment/Universal Studios                | [ 35 ] |
| 1983 | E.T. the Extra-Terrestrial                                       | Steven Spielberg (diretor), Melissa Mathison (roteiro) | Amblin Entertainment/Universal Studios                                    | [ 35 ] |
| 1983 | Mad Max 2                                                        | George Miller (diretor, roteiro), Terry Hayes (roteiro), Brian Hannant (roteiro) | Kennedy Miller/Warner Bros.                                               | [ 35 ] |
| 1983 | Star Trek II: The Wrath of Khan                                  | Nicholas Meyer (diretor, roteiro), Jack B. Sowards (roteiro, história), Harve Bennett (história), Samuel A. Peeples (história) | Paramount Pictures                                                        | [ 35 ] |
| 1984 | Return of the Jedi*                                              | Richard Marquand (diretor), Lawrence Kasdan (roteiro), George Lucas (roteiro, história) | Lucasfilm                                                                 | [ 36 ] |
| 1984 | Brainstorm                                                       | Douglas Trumbull (diretor), Philip Frank Messina (roteiro), Robert Stitzel (roteiro), Bruce Joel Rubin (história) | Metro-Goldwyn-Mayer                                                       | [ 36 ] |
| 1984 | The Right Stuff                                                  | Philip Kaufmann (diretor), Tom Wolfe (romance original) | The Ladd Company                                                          | [ 36 ] |
| 1984 | Something Wicked This Way Comes                                  | Jack Clayton (diretor), Ray Bradbury (roteiro, romance original) | Bryna/The Walt Disney Company                                             | [ 36 ] |
| 1984 | WarGames                                                         | John Badham (diretor), Lawrence Lasker (roteiro), Walter F. Parkes (roteiro) | Metro-Goldwyn-Mayer                                                       | [ 36 ] |
| 1985 | 2010*                                                            | Peter Hyams (diretor, roteiro), Arthur C. Clarke (romance original) | Metro-Goldwyn-Mayer                                                       | [ 37 ] |
| 1985 | Dune                                                             | David Lynch (diretor, roteiro), Frank Herbert (romance original) | De Laurentiis/Universal Studios                                           | [ 37 ] |
| 1985 | Ghostbusters                                                     | Ivan Reitman (diretor), Dan Aykroyd (roteiro), Harold Ramis (roteiro) | Black Rhino/Columbia Pictures                                             | [ 37 ] |
| 1985 | The Last Starfighter                                             | Nick Castle (diretor), Jonathan R. Betuel (roteiro) | Lorimar Productions/Universal Pictures                                    | [ 37 ] |
| 1985 | Star Trek III: The Search for Spock                              | Leonard Nimoy (diretor), Harve Bennett (roteiro) | Paramount Pictures                                                        | [ 37 ] |
| 1986 | Back to the Future*                                              | Robert Zemeckis (diretor, roteiro), Bob Gale (roteiro) | Amblin Entertainment/Universal Studios                                    | [ 38 ] |
| 1986 | Brazil                                                           | Terry Gilliam (diretor, roteiro) Charles McKeown (roteiro), Tom Stoppard (roteiro) | Embassy/Universal Studios                                                 | [ 38 ] |
| 1986 | Cocoon                                                           | Ron Howard (diretor), Tom Benedek (roteiro), David Saperstein (romance original) | 20th Century Fox/Zanuck/Brown                                             | [ 38 ] |
| 1986 | Enemy Mine                                                       | Wolfgang Petersen (diretor), Edward Khmara (roteiro), Barry B. Longyear (história original) | 20th Century Fox/King's Road                                              | [ 38 ] |
| 1986 | Ladyhawke                                                        | Richard Donner (diretor) Edward Khmara (roteiro) Michael Thomas (roteiro), Tom Mankiewicz (roteiro), David Peoples (roteiro) | 20th Century Fox/Warner Bros.                                             | [ 38 ] |
| 1987 | Aliens*                                                          | James Cameron (diretor, roteiro, história), David Giler (história), Walter Hill (história) | 20th Century Fox                                                          | [ 39 ] |
| 1987 | The Fly                                                          | David Cronenberg (diretor, roteiro), Charles Edward Pogue (roteiro), George Langelaan (história) | Brooksfilms/20th Century Fox                                              | [ 39 ] |
| 1987 | Labyrinth                                                        | Jim Henson (diretor, história), Terry Jones (roteiro), Dennis Lee (história) | Delphi/The Jim Henson Company/Lucasfilm/TriStar Pictures                  | [ 39 ] |
| 1987 | Little Shop of Horrors                                           | Frank Oz (diretor), Howard Ashman (roteiro), Charles B. Griffith (história original) | The Geffen Film Company                                                   | [ 39 ] |
| 1987 | Star Trek IV: The Voyage Home                                    | Leonard Nimoy (diretor, história), Harve Bennett (roteiro, história), Steve Meerson (roteiro), Peter Krikes (roteiro), Nicholas Meyer (roteiro)                                                                                        | Paramount Pictures                                                        | [ 39 ] |
| 1988 | The Princess Bride*                                              | Rob Reiner (diretor), William Goldman (roteiro, romance original) | Act III/20th Century Fox                                                  | [ 40 ] |
| 1988 | Predator                                                         | John McTiernan (diretor), Jim Thomas (roteiro), John Thomas (roteiro) | 20th Century Fox                                                          | [ 40 ] |
| 1988 | RoboCop                                                          | Paul Verhoeven (diretor), Michael Miner (roteiro), Edward Neumeier (roteiro) | Orion Pictures                                                            | [ 40 ] |
| 1988 | Star Trek: The Next Generation: "Encounter at Farpoint"          | Corey Allen (diretor), D. C. Fontana (roteiro), Gene Roddenberry (roteiro) | Paramount Pictures                                                        | [ 40 ] |
| 1988 | The Witches of Eastwick                                          | George Miller (diretor), Michael Cristofer (roteiro), John Updike (romance original) | Guber-Peters/Kennedy Miller/Warner Bros.                                  | [ 40 ] |
| 1989 | Who Framed Roger Rabbit*                                         | Robert Zemeckis (diretor), Jeffrey Price (roteiro), Peter S. Seaman (roteiro), Gary K. Wolf (romance original) | Amblin Entertainment/Touchstone Pictures                                  | [ 41 ] |
| 1989 | Alien Nation                                                     | Graham Baker (diretor), Rockne S. O'Bannon (roteiro) | 20th Century Fox                                                          | [ 41 ] |
| 1989 | Beetlejuice                                                      | Tim Burton (diretor, história), Michael McDowell (roteiro, história), Warren Skaaren (roteiro), Larry Wilson (peça) | Geffen/Warner Bros.                                                       | [ 41 ] |
| 1989 | Big                                                              | Penny Marshall (diretora), Gary Ross (roteiro), Anne Spielberg (roteiro) | 20th Century Fox                                                          | [ 41 ] |
| 1989 | Willow                                                           | Ron Howard (diretor), Bob Dolman (roteiro), George Lucas (história) | Imagine Entertainment/Lucasfilm/Metro-Goldwyn-Mayer                       | [ 41 ] |
| 1990 | Indiana Jones and the Last Crusade*                              | Steven Spielberg (diretor), Jeffrey Boam (roteiro), George Lucas (história), Menno Meyjes (história) | Lucasfilm/Paramount Pictures                                              | [ 42 ] |
| 1990 | The Abyss                                                        | James Cameron (diretor, roteiro) | 20th Century Fox/Lightstorm/Pacific Western                               | [ 42 ] |
| 1990 | The Adventures of Baron Munchausen                               | Terry Gilliam (diretor, roteiro), Charles McKeown (roteiro), Rudolf Erich Raspe (histórias originais), Gottfried August Bürger (histórias originais)                                                                                   | Allied Artists International/Columbia Pictures/Laura/Prominent            | [ 42 ] |
| 1990 | Batman                                                           | Tim Burton (diretor), Sam Hamm (roteiro, história), Warren Skaaren (roteiro), Bob Kane (personagens originais) | Guber-Peters/PolyGram/Warner Bros.                                        | [ 42 ] |
| 1990 | Field of Dreams                                                  | Phil Alden Robinson (diretor, roteiro), W. P. Kinsella (romance original) | Gordon/Universal Studios                                                  | [ 42 ] |
| 1991 | Edward Scissorhands*                                             | Tim Burton (diretor, história), Caroline Thompson (roteiro, história) | 20th Century Fox                                                          | [ 43 ] |
| 1991 | Back to the Future Part III                                      | Robert Zemeckis (diretor, história), Bob Gale (roteiro, história) | Amblin Entertainment/Universal Studios                                    | [ 43 ] |
| 1991 | Ghost                                                            | Jerry Zucker (diretor), Bruce Joel Rubin (roteiro) | Paramount Pictures                                                        | [ 43 ] |
| 1991 | Total Recall                                                     | Paul Verhoeven (diretor), Ronald Shusett (roteiro, história), Dan O'Bannon (roteiro, história), Gary Goldman (roteiro), Jon Povill (história), Philip K. Dick (história original)                                                      | Carolco Pictures/TriStar Pictures                                         | [ 43 ] |
| 1991 | The Witches                                                      | Nicolas Roeg (diretor), Allan Scott (roteiro), Roald Dahl (romance original) | The Jim Henson Company/Lorimar Productions                                | [ 43 ] |
| 1992 | Terminator 2: Judgment Day*                                      | James Cameron (diretor, roteiro), William Wisher, Jr. (roteiro) | Carolco Pictures/Lightstorm/Pacific Western                               | [ 44 ] |
| 1992 | The Addams Family                                                | Barry Sonnenfeld (diretor), Caroline Thompson (roteiro), Larry Wilson (roteiro), Charles Addams (personagens originais) | Orion Pictures/Paramount Pictures                                         | [ 44 ] |
| 1992 | Beauty and the Beast                                             | Gary Trousdale (diretor), Kirk Wise (diretor), Linda Woolverton (roteiro) | Silver Screen Partners/The Walt Disney Company                            | [ 44 ] |
| 1992 | The Rocketeer                                                    | Joe Johnston (diretor), Danny Bilson (roteiro, história), Paul De Meo (roteiro, história), William Dear (história), Dave Stevens (quadrinho original)                                                                                  | Gordon/Silver Screen Partners/Touchstone Pictures/The Walt Disney Company | [ 44 ] |
| 1992 | Star Trek VI: The Undiscovered Country                           | Nicholas Meyer (diretor, roteiro), Denny Martin Flinn (roteiro), Leonard Nimoy (história), Lawrence Konner (história), Mark Rosenthal (história)                                                                                       | Paramount Pictures                                                        | [ 44 ] |
| 1993 | Star Trek: The Next Generation: "The Inner Light"*               | Peter Lauritson (diretor), Morgan Gendel (roteiro, história), Peter Allan Fields (roteiro) | Paramount Pictures                                                        | [ 45 ] |
| 1993 | Aladdin                                                          | Ron Clements (diretor, roteiro), John Musker (diretor, roteiro), Ted Elliott (roteiro), Terry Rossio (roteiro) | The Walt Disney Company                                                   | [ 45 ] |
| 1993 | Alien 3                                                          | David Fincher (diretor), David Giler (roteiro), Walter Hill (roteiro), Larry Ferguson (roteiro), Vincent Ward (história) | 20th Century Fox/Brandywine                                               | [ 45 ] |
| 1993 | Batman Returns                                                   | Tim Burton (diretor), Daniel Walters (roteiro, história), Sam Hamm (história), Bob Kane (personagens originais) | PolyGram/Warner Bros.                                                     | [ 45 ] |
| 1993 | Bram Stoker's Dracula                                            | Francis Ford Coppola (diretor), James V. Hart (roteiro), Bram Stoker (romance original) | American Zoetrope/Columbia Pictures                                       | [ 45 ] |
| 1994 | Jurassic Park*                                                   | Steven Spielberg (diretor), David Koepp (roteiro), Michael Crichton (roteiro, romance original) | Universal Studios/Amblin Entertainment                                    | [ 46 ] |
| 1994 | Addams Family Values                                             | Barry Sonnenfeld (diretor), Paul Rudnick (roteiro), Charles Addams (personagens originais) | Orion Pictures/Paramount Pictures                                         | [ 46 ] |
| 1994 | Babylon 5: "The Gathering"                                       | Richard Compton (diretor), J. Michael Straczynski (roteiro) | Babylonian Productions                                                    | [ 46 ] |
| 1994 | Groundhog Day                                                    | Harold Ramis (diretor), Danny Rubin (roteiro, história) | Columbia Pictures                                                         | [ 46 ] |
| 1994 | The Nightmare Before Christmas                                   | Henry Selick (diretor), Caroline Thompson (roteiro), Michael McDowell (adaptação), Tim Burton (história) | Skellington Productions/Touchstone Pictures                               | [ 46 ] |
| 1995 | Star Trek: The Next Generation: "All Good Things..."*            | Winrich Kolbe (diretor), Brannon Braga (roteiro), Ronald D. Moore (roteiro) | Paramount Pictures                                                        | [ 47 ] |
| 1995 | Interview with the Vampire: The Vampire Chronicles               | Neil Jordan (diretor), Anne Rice (roteiro, romance original) | The Geffen Film Company                                                   | [ 47 ] |
| 1995 | The Mask                                                         | Chuck Russell (diretor), Mike Werb (roteiro), Michael Fallon (história), Mark Verheiden (história) | Dark Horse Entertainment/New Line Cinema                                  | [ 47 ] |
| 1995 | Stargate                                                         | Roland Emmerich (diretor, roteiro), Dean Devlin (roteiro) | Carolco Pictures/Centropolis                                              | [ 47 ] |
| 1995 | Star Trek Generations                                            | David Carson (diretor), Brannon Braga (roteiro, história), Ronald D. Moore (roteiro, história), Rick Berman (história) | Paramount Pictures                                                        | [ 47 ] |
| 1996 | Babylon 5: "The Coming of Shadows"*                              | Janet Greek (diretor), J. Michael Straczynski (roteiro) | Babylonian Productions                                                    | [ 48 ] |
| 1996 | Apollo 13                                                        | Ron Howard (diretor), William Broyles, Jr. (roteiro), Al Reinert (roteiro), James Lovell (romance original), Jeffrey Kluger (romance original)                                                                                         | Imagine Entertainment/Universal Studios                                   | [ 48 ] |
| 1996 | Star Trek: Deep Space Nine: "The Visitor"                        | David Livingston (diretor), Michael Taylor (roteiro) | Paramount Pictures                                                        | [ 48 ] |
| 1996 | Toy Story                                                        | John Lasseter (diretor, história), Joss Whedon (roteiro), Joel Cohen (roteiro), Alec Sokolow (roteiro), Andrew Stanton (roteiro, história), Pete Docter (história), Joe Ranft (história)                                               | Pixar/The Walt Disney Company                                             | [ 48 ] |
| 1996 | 12 Monkeys                                                       | Terry Gilliam (diretor), David Peoples (roteiro), Janet Peoples (roteiro), Chris Marker (filme original) | Atlas/Universal Studios                                                   | [ 48 ] |
| 1997 | Babylon 5: "Severed Dreams"*                                     | David J. Eagle (diretor), J. Michael Straczynski (roteiro) | Babylonian Productions                                                    | [ 49 ] |
| 1997 | Independence Day                                                 | Roland Emmerich (diretor), Dean Devlin (roteiro) | 20th Century Fox/Centropolis                                              | [ 49 ] |
| 1997 | Mars Attacks!                                                    | Tim Burton (diretor), Jonathan Gems (roteiro, história), Len Brown (jogo original), Woody Gelman (jogo original), Wally Wood (jogo original), Bob Powell (jogo original), Norman Saunders (jogo original)                              | Warner Bros.                                                              | [ 49 ] |
| 1997 | Star Trek: First Contact                                         | Jonathan Frakes (diretor), Brannon Braga (roteiro, história), Ronald D. Moore (roteiro, história), Rick Berman (história) | Paramount Pictures                                                        | [ 49 ] |
| 1997 | Star Trek: Deep Space Nine: "Trials and Tribble-ations"          | Jonathan West (diretor), Ronald D. Moore (roteiro), René Echevarria (roteiro), Ira Steven Behr (história), Hans Beimler (história), Robert Hewitt Wolfe (história)                                                                     | Paramount Pictures                                                        | [ 49 ] |
| 1998 | Contact*                                                         | Robert Zemeckis (diretor), James V. Hart (roteiro), Michael Goldenberg (roteiro), Carl Sagan (história, romance original), Ann Druyan (história)                                                                                       | SouthSide Amusement/Warner Bros.                                          | [ 50 ] |
| 1998 | The Fifth Element                                                | Luc Besson (diretor, roteiro, história), Robert Mark Kamen (roteiro) | Gaumont Film Company/Columbia Pictures                                    | [ 50 ] |
| 1998 | Gattaca                                                          | Andrew Niccol (diretor, roteiro) | Columbia Pictures/Jersey                                                  | [ 50 ] |
| 1998 | Men in Black                                                     | Barry Sonnenfeld (diretor), Ed Solomon (roteiro, história), Lowell Cunningham (quadrinho original) | Amblin Entertainment/Columbia Pictures/McDonald/Parkes                    | [ 50 ] |
| 1998 | Starship Troopers                                                | Paul Verhoeven (diretor), Edward Neumeier (roteiro), Robert A. Heinlein (romance original) | Touchstone Pictures/TriStar Pictures                                      | [ 50 ] |
| 1999 | The Truman Show*                                                 | Peter Weir (diretor), Andrew Niccol (roteiro) | Paramount Pictures                                                        | [ 51 ] |
| 1999 | Babylon 5: "Sleeping in Light"                                   | J. Michael Straczynski (diretor, roteiro) | Babylonian Productions                                                    | [ 51 ] |
| 1999 | Dark City                                                        | Alex Proyas (diretor, roteiro, história), Lem Dobbs (roteiro), David S. Goyer (roteiro) | New Line Cinema                                                           | [ 51 ] |
| 1999 | Pleasantville                                                    | Gary Ross (diretor, roteiro) | New Line Cinema                                                           | [ 51 ] |
| 1999 | Star Trek: Insurrection                                          | Jonathan Frakes (diretor), Michael Piller (roteiro, história), Rick Berman (história) | Paramount Pictures                                                        | [ 51 ] |
| 2000 | Galaxy Quest*                                                    | Dean Parisot (diretor), David Howard (roteiro, história), Robert Gordon (roteiro) | DreamWorks                                                                | [ 52 ] |
| 2000 | Being John Malkovich                                             | Spike Jonze (diretor), Charlie Kaufman (roteiro) | Gramercy Pictures/Propaganda Films/Single Cell                            | [ 52 ] |
| 2000 | The Iron Giant                                                   | Brad Bird (diretor, história), Tim McCanlies (roteiro), Ted Hughes (romance original) | Warner Bros.                                                              | [ 52 ] |
| 2000 | The Matrix                                                       | Lilly Wachowski (diretora, roteiro), Lana Wachowski (diretora, roteiro) | Silver Pictures                                                           | [ 52 ] |
| 2000 | The Sixth Sense                                                  | M. Night Shyamalan (diretor, roteiro) | Hollywood Pictures/Spyglass Entertainment/Kennedy/Marshall                | [ 52 ] |
| 2001 | Wòhǔ Cánglóng*                                                   | Ang Lee (diretor), Wang Hui-Ling (roteiro), James Schamus (roteiro), Tsai Kuo Jung (roteiro), Wang Dulu (romance original) | China Film Group Corporation                                              | [ 53 ] |
| 2001 | Chicken Run                                                      | Peter Lord (diretor, história), Nick Park (diretor, história), Kary Kirkpatrick (roteiro), Randy Cartwright (história) | Aardman Animations/Allied Artists International/DreamWorks                | [ 53 ] |
| 2001 | Frank Herbert's Dune                                             | John Harrison (diretor, roteiro), Frank Herbert (romance original) | New Amsterdam                                                             | [ 53 ] |
| 2001 | Frequency                                                        | Gregory Hoblit (diretor), Toby Emmerich (roteiro) | New Line Cinema                                                           | [ 53 ] |
| 2001 | X-Men                                                            | Bryan Singer (diretor, história), David Hayter (roteiro), Tom DeSanto (história), Stan Lee (personagens originais), Jack Kirby (personagens originais)                                                                                 | 20th Century Fox                                                          | [ 53 ] |
| 2002 | The Lord of the Rings: The Fellowship of the Ring*               | Peter Jackson (diretor, roteiro), Fran Walsh (roteiro), Philippa Boyens (roteiro), J. R. R. Tolkien (romance original) | New Line Cinema/The Saul Zaentz Company/WingNut Films                     | [ 54 ] |
| 2002 | Harry Potter and the Philosopher's Stone                         | Chris Columbus (diretor), Steve Kloves (roteiro), J. K. Rowling (romance original) | 1492 Pictures/Heyday Films/Warner Bros.                                   | [ 54 ] |
| 2002 | Monsters, Inc.                                                   | Pete Docter (diretor, história), David Silverman (co-diretor), Lee Unkrich (co-diretor), Dan Gerson (roteiro), Andrew Stanton (roteiro), Jill Culton (história), Ralph Eggleston (história), Jeff Pidgeon (história)                   | Pixar/The Walt Disney Company                                             | [ 54 ] |
| 2002 | Buffy the Vampire Slayer: "Once More, with Feeling"              | Joss Whedon (diretor, roteiro) | Fox Television Studios/Mutant Enemy Productions                           | [ 54 ] |
| 2002 | Shrek                                                            | Andrew Adamson (diretor), Vicky Jenson (roteiro), Ted Elliott (roteiro), Terry Rossio (roteiro), Joe Stillman (roteiro), Roger S. H. Schulman (roteiro), Edmund Fong (história), Ken Harsha (história), William Steig (livro original) | DreamWorks/Pacific Data Images                                            | [ 54 ] |

### Forma Longa
Começando com a cerimônia de 2003, o prêmio de Apresentação Dramática foi dividido em duas categorias: Melhor Apresentação Dramática (Forma Longa) e Melhor Apresentação Dramática (Forma Curta). O prêmio de Forma Longa é entregue para "uma produção dramatizada em qualquer meio, incluindo filme, televisão, rádio, teatro, jogo eletrônico ou música. O trabalho deve ter mais de 90 minutos de duração (excluindo comerciais)" de acordo com as regras oficiais do Prêmio Hugo.
| Ano  | Trabalho                                                       | Criador(es) | Estúdio(s)                                                     | Ref    |
| ---- | -------------------------------------------------------------- | --- | -------------------------------------------------------------- | ------ |
| 2003 | The Lord of the Rings: The Two Towers*                         | Peter Jackson (diretor, roteiro), Fran Walsh (roteiro), Philippa Boyens (roteiro), Stephen Sinclair (roteiro), J. R. R. Tolkien (romance original) | New Line Cinema                                                | [ 56 ] |
| 2003 | Harry Potter and the Chamber of Secrets                        | Chris Columbus (diretor), Steve Kloves (roteiro), J. K. Rowling (romance original) | Warner Bros.                                                   | [ 56 ] |
| 2003 | Minority Report                                                | Steven Spielberg (diretor), Scott Frank (roteiro), Jon Cohen (roteiro), Philip K. Dick (história original) | 20th Century Fox/DreamWorks                                    | [ 56 ] |
| 2003 | Spider-Man                                                     | Sam Raimi (diretor), David Koepp (roteiro), Steve Ditko (personagens originais), Stan Lee (personagens originais) | Columbia Pictures                                              | [ 56 ] |
| 2003 | Sen to Chihiro no Kamikakushi                                  | Hayao Miyazaki (diretor, roteiro, história) | Studio Ghibli                                                  | [ 56 ] |
| 2004 | The Lord of the Rings: The Return of the King*                 | Peter Jackson (diretor, roteiro), Fran Walsh (roteiro), Philippa Boyens (roteiro), J. R. R. Tolkien (romance original) | New Line Cinema                                                | [ 57 ] |
| 2004 | 28 Days Later                                                  | Danny Boyle (diretor), Alex Garland (roteiro) | DNA Films/Fox Searchlight Pictures                             | [ 57 ] |
| 2004 | Finding Nemo                                                   | Andrew Stanton (diretor, roteiro, história), Lee Unkrich (co-diretor), Bob Peterson (roteiro), David Reynolds (roteiro) | Pixar/The Walt Disney Company                                  | [ 57 ] |
| 2004 | Pirates of the Caribbean: The Curse of the Black Pearl         | Gore Verbinski (diretor), Ted Elliott (roteiro, história), Terry Rossio (roteiro, história), Stuart Beattie (história), Jay Wolpert (história) | The Walt Disney Company                                        | [ 57 ] |
| 2004 | X2                                                             | Bryan Singer (diretor, história), Michael Dougherty (roteiro), Dan Harris (roteiro), David Hayter (roteiro, história), Zak Penn (história), Stan Lee (personagens originais), Jack Kirby (personagens originais)                                                | 20th Century Fox                                               | [ 57 ] |
| 2005 | The Incredibles*                                               | Brad Bird (diretor, roteiro) | Pixar/The Walt Disney Company                                  | [ 58 ] |
| 2005 | Eternal Sunshine of the Spotless Mind                          | Michel Gondry (diretor, história), Charlie Kaufman (roteiro, história), Pierre Bismuth (história) | Focus Features                                                 | [ 58 ] |
| 2005 | Harry Potter and the Prisoner of Azkaban                       | Alfonso Cuarón (diretor), Steve Kloves (roteiro), J. K. Rowling (romance original) | Warner Bros.                                                   | [ 58 ] |
| 2005 | Sky Captain and the World of Tomorrow                          | Kerry Conran (diretor, roteiro) | Paramount Pictures                                             | [ 58 ] |
| 2005 | Spider-Man 2                                                   | Sam Raimi (diretor), Alvin Sargent (roteiro), Alfred Gough (história), Miles Millar (história), Michael Chabon (história), Steve Ditko (personagens originais), Stan Lee (personagens originais)                                                                | Sony Pictures Entertainmnet/Columbia Pictures                  | [ 58 ] |
| 2006 | Serenity*                                                      | Joss Whedon (diretor, roteiro) | Universal Studios/Mutant Enemy Productions                     | [ 59 ] |
| 2006 | Batman Begins                                                  | Christopher Nolan (diretor, roteiro), David S. Goyer (roteiro, história), Bob Kane (personagens originais) | Warner Bros.                                                   | [ 59 ] |
| 2006 | The Chronicles of Narnia: The Lion, the Witch and the Wardrobe | Andrew Adamson (diretor, roteiro), Ann Peacock (roteiro), Christopher Markus (roteiro), Stephen McFeely (roteiro), C. S. Lewis (romance original) | The Walt Disney Company/Walden Media                           | [ 59 ] |
| 2006 | Harry Potter and the Goblet of Fire                            | Mike Newell (diretor), Steve Kloves (roteiro), J. K. Rowling (romance original) | Warner Bros.                                                   | [ 59 ] |
| 2006 | Wallace & Gromit: The Curse of the Were-Rabbit                 | Nick Park (diretor, roteiro), Steve Box (diretor, roteiro), Bob Baker (roteiro), Mark Burton (roteiro) | DreamWorks Animation/Aardman Animations                        | [ 59 ] |
| 2007 | El Laberinto del Fauno*                                        | Guillermo del Toro (diretor, roteiro) | Warner Bros.                                                   | [ 60 ] |
| 2007 | Children of Men                                                | Alfonso Cuarón (diretor, roteiro), Timothy J. Sexton (roteiro), David Arata (roteiro), Mark Fergus (roteiro), Hawk Ostby (roteiro), P. D. James (romance original)                                                                                              | Universal Studios                                              | [ 60 ] |
| 2007 | The Prestige                                                   | Christopher Nolan (diretor, roteiro), Jonathan Nolan (roteiro), Christopher Priest (romance original) | Touchstone Pictures/Warner Bros.                               | [ 60 ] |
| 2007 | A Scanner Darkly                                               | Richard Linklater (diretor, roteiro), Philip K. Dick (romance original) | Warner Independent Pictures                                    | [ 60 ] |
| 2007 | V for Vendetta                                                 | James McTeigue (diretor), Lana Wachowski (roteiro), Lilly Wachowski (roteiro), David Lloyd (quadrinho original) | Warner Bros.                                                   | [ 60 ] |
| 2008 | Stardust*                                                      | Matthew Vaughn (diretor, roteiro), Jane Goldman (roteiro), Neil Gaiman (romance original) | Paramount Pictures                                             | [ 61 ] |
| 2008 | Enchanted                                                      | Kevin Lima (diretor), Bill Kelly (roteiro) | The Walt Disney Company                                        | [ 61 ] |
| 2008 | The Golden Compass                                             | Chris Weitz (diretor, roteiro), Philip Pullman (romance original) | New Line Cinema                                                | [ 61 ] |
| 2008 | Heroes (Primeira Temporada)                                    | Tim Kring (crador), vários diretores e roteiristas | NBC/Tailwind Productions                                       | [ 61 ] |
| 2008 | Harry Potter and the Order of the Phoenix                      | David Yates (diretor), Michael Goldenberg (roteiro), J. K. Rowling (romance original) | Warner Bros.                                                   | [ 61 ] |
| 2009 | WALL·E*                                                        | Andrew Stanton (diretor, roteiro, história), Jim Reardon (roteiro), Pete Docter (história) | Pixar/The Walt Disney Company                                  | [ 62 ] |
| 2009 | The Dark Knight                                                | Christopher Nolan (diretor, roteiro, história), Jonathan Nolan (roteiro), David S. Goyer (história), Bob Kane (personagens originais) | Warner Bros.                                                   | [ 62 ] |
| 2009 | Hellboy II: The Golden Army                                    | Guillermo del Toro (diretor, roteiro, história), Mike Mignola (história, personagens originais) | Dark Horse Entertainment/Universal Studios                     | [ 62 ] |
| 2009 | Iron Man                                                       | Jon Favreau (diretor), Mark Fergus (roteiro), Hawk Ostby (roteiro), Art Marcum (roteiro), Matt Holloway (roteiro), Stan Lee (personagens originais), Don Heck (personagens originais), Larry Lieber (personagens originais), Jack Kirby (personagens originais) | Paramount Pictures/Marvel Studios                              | [ 62 ] |
| 2009 | METAtropolis                                                   | John Scalzi (editor, história), Elizabeth Bear (história), Jay Lake (história), Tobias S. Buckell (história), Karl Schroeder (história) | Audible.com                                                    | [ 62 ] |
| 2010 | Moon*                                                          | Duncan Jones (diretor, roteiro), Nathan Parker (roteiro) | Liberty Films                                                  | [ 63 ] |
| 2010 | Avatar                                                         | James Cameron (diretor, roteiro) | 20th Century Fox                                               | [ 63 ] |
| 2010 | District 9                                                     | Neill Blomkamp (diretor, roteiro), Terri Hatchell (roteiro) | TriStar Pictures                                               | [ 63 ] |
| 2010 | Star Trek                                                      | J. J. Abrams (diretor), Roberto Orci (roteiro), Alex Kurtzman (roteiro) | Paramount Pictures                                             | [ 63 ] |
| 2010 | Up                                                             | Pete Docter (diretor, roteiro, história), Bob Peterson (co-diretor, roteiro, história), Thomas McCarthy (história) | Pixar/The Walt Disney Company                                  | [ 63 ] |
| 2011 | Inception*                                                     | Christopher Nolan (diretor, roteiro) | Warner Bros.                                                   | [ 64 ] |
| 2011 | Harry Potter and the Deathly Hallows: Part 1                   | David Yates (diretor), Steve Kloves (roteiro) | Warner Bros.                                                   | [ 64 ] |
| 2011 | How to Train Your Dragon                                       | Dean DeBlois (diretor, roteiro), Chris Sanders (diretor, roteiro), William Davis (roteiro) | DreamWorks Animation                                           | [ 64 ] |
| 2011 | Scott Pilgrim vs. the World                                    | Edgar Wright (diretor, roteiro), Michael Bacall (roteiro), Bryan Lee O'Malley (quadrinhos originais) | Universal Studios                                              | [ 64 ] |
| 2011 | Toy Story 3                                                    | Lee Unkrich (diretor, história), Michael Arndt (roteiro), John Lasseter (história), Andrew Stanton (história) | Pixar/The Walt Disney Company                                  | [ 64 ] |
| 2012 | Game of Thrones (Primeira Temporada)*                          | David Benioff (criador), D. B. Weiss (criador), vários diretores e roteiristas | HBO                                                            | [ 65 ] |
| 2012 | Captain America: The First Avanger                             | Joe Johnston (diretor), Christopher Markus (roteiro), Stephen McFeely (roteiro) | Paramount Pictures/Marvel Studios                              | [ 65 ] |
| 2012 | Harry Potter and the Deathly Hallows: Part 2                   | David Yates (diretor), Steve Kloves (roteirista) | Warner Bros.                                                   | [ 65 ] |
| 2012 | Hugo                                                           | Martin Scorsese (diretor), John Logan (roteirista) | Paramount Pictures                                             | [ 65 ] |
| 2012 | Source Code                                                    | Duncan Jones (diretor), Ben Ripley (roteiro) | Summit Entertainment                                           | [ 65 ] |
| 2013 | The Avengers*                                                  | Joss Whedon (diretor, roteiro) | Paramount Pictures/Marvel Studios                              | [ 66 ] |
| 2013 | The Cabin in the Woods                                         | Drew Goddard (diretor, roteiro), Joss Whedon (roteiro) | Mutant Enemy Productions/Lions Gate Entertainment              | [ 66 ] |
| 2013 | The Hobbit: An Unexpected Journey                              | Peter Jackson (diretor, roteiro), Fran Walsh (roteiro), Philippa Boyens (roteiro), Guillermo Del Toro (roteiro) | WingNut Films/New Line Cinema/Metro-Goldwyn-Mayer/Warner Bros. | [ 66 ] |
| 2013 | The Hunger Games                                               | Gary Ross (diretor, roteiro), Suzanne Collins (roteiro) | Lions Gate Entertainment/Color Force                           | [ 66 ] |
| 2013 | Looper                                                         | Rian Johnson (diretor, roteiro) | FilmDistrict/EndGame Entertainment                             | [ 66 ] |
| 2014 | Gravity*                                                       | Alfonso Cuarón (diretor, roteiro), Jonás Cuarón (roteiro) | Esperanto Filmoj/Heyday Films/Warner Bros.                     | [ 67 ] |
| 2014 | Frozen                                                         | Chris Buck (diretor), Jennifer Lee (roteiro) | Walt Disney Studios Motion Pictures                            | [ 67 ] |
| 2014 | The Hunger Games: Catching Fire                                | Francis Lawrence (diretor), Simon Beaufoy (roteiro), Michael Arndt (roteiro), Suzanne Collins (romance original) | Lions Gate Entertainment/Color Force                           | [ 67 ] |
| 2014 | Iron Man 3                                                     | Shane Black (diretor, roteiro), Drew Pearce (roteiro) | Marvel Studios/DMG Entertainment/Paramount Pictures            | [ 67 ] |
| 2014 | Pacific Rim                                                    | Guillermo del Toro (diretor, roteiro), Travis Beacham (roteiro) | Legendary Pictures/Warner Bros./Double Dare You                | [ 67 ] |

### Forma Curta
Começando com a cerimônia de 2003, o prêmio de Apresentação Dramática foi dividido em duas categorias: Melhor Apresentação Dramática (Forma Longa) e Melhor Apresentação Dramática (Forma Curta). O prêmio de Forma Curta é entregue para "uma produção dramatizada em qualquer meio, incluindo filme, televisão, rádio, teatro, jogo eletrônico ou música. O trabalho deve ter menos de 90 minutos de duração (excluindo comerciais)" de acordo com as regras oficiais do Prêmio Hugo.
| Ano  | Trabalho                                                         | Criador(es) | Estúdio(s)                                           | Ref    |
| ---- | ---------------------------------------------------------------- | --- | ---------------------------------------------------- | ------ |
| 2003 | Buffy the Vampire Slayer: "Conversations with Dead People"*      | Nick Marck (diretor), Jane Espenson (roteiro), Drew Goddard (roteiro) | 20th Century Fox Television/Mutant Enemy Productions | [ 56 ] |
| 2003 | Angel: "Waiting in the Wings"                                    | Joss Whedon (diretor, roteiro) | 20th Century Fox Television/Mutant Enemy Productions | [ 56 ] |
| 2003 | Firefly: "Serenity"                                              | Joss Whedon (diretor, roteiro) | 20th Century Fox Television/Mutant Enemy Productions | [ 56 ] |
| 2003 | Star Trek: Enterprise: "Carbon Creek"                            | James A. Contner (diretor), Chris Black (roteiro), Rick Berman (história), Brannon Braga (história), Dan O'Shannon (história)                                                            | Paramount Pictures                                   | [ 56 ] |
| 2003 | Star Trek: Enterprise: "A Night in Sickbay"                      | David Straiton (diretor), Rick Berman (roteiro), Brannon Braga (roteiro) | Paramount Pictures                                   | [ 56 ] |
| 2004 | Discurso de agradecimento de Gollum no MTV Movie Awards de 2003* | Fran Walsh (diretora, roteiro), Philippa Boyens (diretora, roteiro), Peter Jackson (diretor, roteiro)                                                                                    | WingNut Films/New Line Cinema                        | [ 57 ] |
| 2004 | Buffy the Vampire Slayer: "Chosen"                               | Joss Whedon (diretor, roteiro) | 20th Century Fox Television/Mutant Enemy Productions | [ 57 ] |
| 2004 | Firefly: "Heart of Gold"                                         | Thomas J. Wright (diretor), Brett Matthews (roteiro) | 20th Century Fox Television/Mutant Enemy Productions | [ 57 ] |
| 2004 | Firefly: "The Message"                                           | Tim Minear (diretor, roteiro), Joss Whedon (roteiro) | 20th Century Fox Television/Mutant Enemy Productions | [ 57 ] |
| 2004 | Smallville: "Rosetta"                                            | James Marshall (diretor), Alfred Gough (roteiro), Miles Millar (roteiro) | Tollin/Robbins Productions/Warner Bros.              | [ 57 ] |
| 2005 | Battlestar Galactica: "33"*                                      | Michael Rymer (diretor), Ronald D. Moore (roteiro) | NBC Universal/Sci Fi Channel                         | [ 58 ] |
| 2005 | Angel: "Not Fade Away"                                           | Jeffrey Jackson Bell (diretor, roteiro), Joss Whedon (roteiro) | 20th Century Fox Television/Mutant Enemy Productions | [ 58 ] |
| 2005 | Angel: "Smile Time"                                              | Ben Edlund (diretor, roteiro, história), Joss Whedon (história) | 20th Century Fox Television/Mutant Enemy Productions | [ 58 ] |
| 2005 | Lost: "Pilot"                                                    | J. J. Abrams (diretor, roteiro, história), Damon Lindelof (roteiro, história), Jeffrey Lieber (história)                                                                                 | Touchstone Pictures/Bad Robot Productions            | [ 58 ] |
| 2005 | Stargate SG-1: "Heroes"                                          | Andy Mikita (diretor), Robert C. Cooper (roteiro) | Metro-Goldwyn-Mayer/Sci Fi Channel                   | [ 58 ] |
| 2006 | Doctor Who: "The Empty Child"/"The Doctor Dances"*               | James Hawes (diretor), Steven Moffat (roteiro) | BBC Cymru Wales/BBC One                              | [ 59 ] |
| 2006 | Battlestar Galactica: "The Pegasus"                              | Michael Rymer (diretor), Anne Cofell Saunders (roteiro) | NBC Universal/BSkyB                                  | [ 59 ] |
| 2006 | Doctor Who: "Dalek"                                              | Joe Ahearne (diretor), Robert Shearman (roteiro) | BBC Cymru Wales/BBC One                              | [ 59 ] |
| 2006 | Doctor Who: "Father's Day"                                       | Joe Ahearne (diretor), Paul Cornell (roteiro) | BBC Cymru Wales/BBC One                              | [ 59 ] |
| 2006 | Jack-Jack Attack                                                 | Brad Bird (diretor, roteiro) | Pixar/The Walt Disney Company                        | [ 59 ] |
| 2006 | Lucas Back in Anger                                              | Phil Raines (diretor, roteiro), Ian Sorensen (roteiro) | Reductio Ad Absurdum Productions                     | [ 59 ] |
| 2006 | Prix Victor Hugo Awards Ceremony                                 | Paul J. McAuley (interprete, roteiro), Kim Newman (interprete, roteiro), Mike Moir (diretor), Debby Moir (diretor)                                                                       | Interaction Events                                   | [ 59 ] |
| 2007 | Doctor Who: "The Girl in the Fireplace"*                         | Euros Lyn (diretor), Steven Moffat (roteiro) | BBC Cymru Wales/BBC One                              | [ 60 ] |
| 2007 | Battlestar Galactica: "Downloaded"                               | Jeff Woolnough (diretor), Bradley Thompson (roteiro), David Weddle (roteiro) | NBC Universal/BSkyB                                  | [ 60 ] |
| 2007 | Doctor Who: "Army of Ghosts"/"Doomsday"                          | Graeme Harper (diretor), Russell T Davies (roteiro) | BBC Cymru Wales/BBC One                              | [ 60 ] |
| 2007 | Doctor Who: "School Reunion"                                     | James Hawes (diretor), Toby Whithouse (roteiro) | BBC Cymru Wales/BBC One                              | [ 60 ] |
| 2007 | Stargate SG-1: "200"                                             | Martin Wood (diretor), Brad Wright (roteiro), Robert C. Cooper (roteiro), Joseph Mallozzi (roteiro), Paul Mullie (roteiro), Carl Binder (roteiro), Martin Gero (roteiro), Alan McCullogh | Double Secret Productions/NBC Universal              | [ 60 ] |
| 2008 | Doctor Who: "Blink"*                                             | Hettie MacDonald (diretor), Steven Moffat (roteiro) | BBC                                                  | [ 61 ] |
| 2008 | Battlestar Galactica: "Razor"                                    | Félix Enríquez Alcalá (diretor), Wayne Rose (roteiro), Michael Taylor (roteiro) | Sci Fi Channel                                       | [ 61 ] |
| 2008 | Doctor Who: "Human Nature"/"The Family of Blood"                 | Charles Palmer (diretor), Paul Cornell (roteiro) | BBC                                                  | [ 61 ] |
| 2008 | Star Trek New Voyages: "World Enough and Time"                   | Marc Scott Zicree (diretor, roteiro), Michael Reeves (roteiro) | Cawley Entertainment Company/The Magic Time Company  | [ 61 ] |
| 2008 | Torchwood: "Captain Jack Harkness"                               | Ashley May (diretora), Catherine Tregenna (roteiro) | BBC Cymru Wales                                      | [ 61 ] |
| 2009 | Dr. Horrible's Sing-Along Blog*                                  | Joss Whedon (diretor, roteiro), Zack Whedon (roteiro), Jed Whedon (roteiro), Maurissa Tancharoen (roteiro)                                                                               | Mutant Enemy Productions                             | [ 62 ] |
| 2009 | Battlestar Galactica: "Revelations"                              | Michael Rymer (diretor), Bradley Thompson (roteiro), David Weddle (roteiro) | NBC Universal                                        | [ 62 ] |
| 2009 | Doctor Who: "Silence in the Library"/"Forest of the Dead"        | Euros Lyn (diretor), Steven Moffat (roteiro) | BBC Cymru Wales                                      | [ 62 ] |
| 2009 | Doctor Who: "Turn Left"                                          | Graeme Harper (diretor), Russell T Davies (roteiro) | BBC Cymru Wales                                      | [ 62 ] |
| 2009 | Lost: "The Constant"                                             | Jack Bender (diretor), Carlton Cuse (roteiro), Damon Lindelof (roteiro) | Bad Robot Productions/ABC Studios                    | [ 62 ] |
| 2010 | Doctor Who: "The Waters of Mars"*                                | Graeme Harper (diretor), Russell T Davies (roteiro), Phil Ford (roteiro) | BBC Cymru Wales                                      | [ 63 ] |
| 2010 | Doctor Who: "The Next Doctor"                                    | Andy Goddard (diretor), Russell T Davies (roteiro) | BBC Cymru Wales                                      | [ 63 ] |
| 2010 | Doctor Who: "Planet of the Dead"                                 | James Strong (diretor), Russell T Davies (roteiro), Gareth Roberts (roteiro) | BBC Cymru Wales                                      | [ 63 ] |
| 2010 | Dollhouse: "Epitaph One"                                         | David Solomon (diretor), Maurissa Tancharoen (roteiro), Jed Whedon (roteiro), Joss Whedon (história)                                                                                     | Mutant Enemy Productions                             | [ 63 ] |
| 2010 | FlashForward: "No More Good Days"                                | David S. Goyer (diretor, roteiro), Brannon Braga (roteiro), Robert J. Sawyer (romance original)                                                                                          | ABC                                                  | [ 63 ] |
| 2011 | Doctor Who: "The Pandorica Opens"/"The Big Bang"*                | Toby Haynes (diretor), Steven Moffat (roteiro) | BBC Cymru Wales                                      | [ 64 ] |
| 2011 | Doctor Who: "A Christmas Carol"                                  | Toby Haynes (diretor), Steven Moffat (roteiro) | BBC Cymru Wales                                      | [ 64 ] |
| 2011 | Doctor Who: "Vincent and the Doctor"                             | Jonny Campbell (diretor), Richard Curtis (roteiro) | BBC Cymru Wales                                      | [ 64 ] |
| 2011 | Fuck Me, Ray Bradbury                                            | Paul Briganti (diretor), Rachel Bloom (roteiro) |                                                      | [ 64 ] |
| 2011 | The Lost Thing                                                   | Shaun Tan (diretor, história original), Andrew Ruhemann (diretor) | Passion Pictures                                     | [ 64 ] |
| 2012 | Doctor Who: "The Doctor's Wife"*                                 | Richard Clark (diretor), Neil Gaiman (roteiro) | BBC Cymru Wales                                      | [ 65 ] |
| 2012 | Community: "Remedial Chaos Theory"                               | Jeff Melman (diretor), Dan Harmon (roteiro), Chris McKenna (roteiro) | NBC                                                  | [ 65 ] |
| 2012 | Doctor Who: "The Girl Who Waited"                                | Nick Hurran (diretor), Tom MacRae (roteiro) | BBC Cymru Wales                                      | [ 65 ] |
| 2012 | Doctor Who: "A Good Man Goes to War"                             | Peter Hoar (diretor), Steven Moffat (roteiro) | BBC Cymru Wales                                      | [ 65 ] |
| 2012 | Discurso de agradecimento de The Drink Tank no Hugo Awards       | Christopher J Garcia, James Bacon | Renovarion                                           | [ 65 ] |
| 2013 | Game of Thrones: "Blackwater"*                                   | Neil Marshall (diretor), George R. R. Martin (roteiro) | HBO                                                  | [ 66 ] |
| 2013 | Doctor Who: "The Angels Take Manhattan"                          | Nick Hurran (diretor), Steven Moffat (roteiro) | BBC Cymru Wales                                      | [ 66 ] |
| 2013 | Doctor Who: "Asylum of the Daleks"                               | Nick Hurran (diretor), Steven Moffat (roteiro) | BBC Cymru Wales                                      | [ 66 ] |
| 2013 | Doctor Who: "The Snowmen"                                        | Saul Metzstein (diretor), Steven Moffat (roteiro) | BBC Cymru Wales                                      | [ 66 ] |
| 2013 | Fringe: "Letters of Transit"                                     | Joe Chappelle (diretor), Akiva Goldsman (roteiro), J. H. Wyman (roteiro), Jeff Pinkner (roteiro)                                                                                         | Fox                                                  | [ 66 ] |
| 2014 | Game of Thrones: "The Rains of Castamere"*                       | David Nutter (diretor), David Benioff (roteiro), D. B. Weiss (roteiro), George R. R. Martin (romance original)                                                                           | HBO                                                  | [ 67 ] |
| 2014 | An Adventure in Space and Time                                   | Terry McDonough (diretor), Mark Gatiss (roteiro) | BBC Television                                       | [ 67 ] |
| 2014 | Doctor Who: "The Day of the Doctor"                              | Nick Hurran (diretor), Steven Moffat (roteiro) | BBC Television                                       | [ 67 ] |
| 2014 | Doctor Who: "The Name of the Doctor"                             | Saul Metzstein (diretor), Steven Moffat (roteiro) | BBC Television                                       | [ 67 ] |
| 2014 | The Five(ish) Doctors Reboot                                     | Peter Davison (diretor, roteiro) | BBC Television                                       | [ 67 ] |
| 2014 | Orphan Black: "Variations Under Domestication"                   | John Fawcett (diretor), Will Pascoe (roteiro) | Temple Street Productions/Space/BBC America          | [ 67 ] |

### Retro Hugos
Começando com a Worldcon de 1996, a World Science Fiction Society criou o conceito de "Retro Hugos", em que o Prêmio Hugo pode ser retroativamente entregue para trabalhos de 50, 75 ou 100 anos antes. Retro Hugos apenas podem ser entregues para anos quando uma Worldcon foi realizada, porém nenhum prêmio foi originalmente entregue. Retro Hugos foram entregues três vezes, para 1946, 1951 e 1954. Todos os prêmios foram entregues 50 anos depois. Em 1946 e 1951, um prêmio foi entregue para Melhor Apresentação Dramática, enquanto em 1954 o prêmio foi entregue para Melhor Apresentação Dramática (Forma Curta). A categoria de Forma Longa não recebeu candidatos suficientes para um prêmio ser entregue. O próximo ano em que um Retro Hugo será é entregue é 2015, para 1940.
| Ano  | Ano entregue | Trabalho                          | Criador(es) | Estúdio(s)                         | Ref    |
| ---- | ------------ | --------------------------------- | --- | ---------------------------------- | ------ |
| 1946 | 1996         | The Picture of Dorian Gray*       | Albert Lewin (diretor, roteiro), Oscar Wilde (romance original) | Metro-Goldwyn-Mayer                | [ 68 ] |
| 1946 | 1996         | Blithe Spirit                     | David Lean (diretor, roteiro), Anthony Havelock-Allan (roteiro), Ronald Neame (roteiro), Noël Coward (peça original) | United Artists                     | [ 68 ] |
| 1946 | 1996         | The Body Snatcher                 | Robert Wise (diretor), Philip MacDonald (roteiro), Val Lewton (roteiro), Robert Louis Stevenson (história original) | RKO Pictures                       | [ 68 ] |
| 1946 | 1996         | The Horn Blows at Midnight        | Raoul Walsh (diretor), Sam Hellman (roteiro), James V. Kern (roteiro) | Warner Bros.                       | [ 68 ] |
| 1946 | 1996         | House of Dracula                  | Erle C. Kenton (diretor), Edward T. Lowe, Jr. (roteiro) | Universal Studios                  | [ 68 ] |
| 1951 | 2001         | Destination Moon*                 | Irving Pichel (diretor), Alford Van Ronkel (roteiro), James O'Hanlon (roteiro), Robert A. Heinlein (roteiro, romance original) | George Pal Productions             | [ 69 ] |
| 1951 | 2001         | Cinderella                        | Clyde Geronimi (diretor), Wilfred Jackson (diretor), Hamilton Luske (diretor), Ken Anderson (roteiro), Winston Hibler (roteiro), Bill Peet (roteiro), Erdmann Penner (roteiro), Harry Reeves (roteiro), Joe Rinaldi (roteiro), Ted Sears (roteiro), Charles Perrault (história original) | The Walt Disney Company            | [ 69 ] |
| 1951 | 2001         | Harvey                            | Henry Koster (diretor), Oscar Brodney (roteiro), Myles Connolly (roteiro), Mary Chase (roteiro, peça original) | Universal Studios                  | [ 69 ] |
| 1951 | 2001         | Rabbit of Seville                 | Chuck Jones (diretor), Michael Maltese (história) | Warner Bros.                       | [ 69 ] |
| 1951 | 2001         | Rocketship X-M                    | Kurt Neumann (diretor, roteiro), Dalton Trumbo (roteiro), Orville H. Hampton (roteiro) | Lippert Pictures                   | [ 69 ] |
| 1954 | 2004         | The War of the Worlds]]*          | Byron Haskin (diretor), Barré Lyndon (roteiro), H. G. Wells (romance original) | Paramount Pictures                 | [ 70 ] |
| 1954 | 2004         | The Beast from 20,000 Fathoms     | Eugène Lourié (diretor), Louis Morheim (roteiro), Fred Freiberger (roteiro), Ray Bradbury (história) | Mutual Pictures/Warner Bros.       | [ 70 ] |
| 1954 | 2004         | Duck Dodgers in the 24½th Century | Chuck Jones (diretor), Michael Maltese (roteiro) | Warner Bros.                       | [ 70 ] |
| 1954 | 2004         | Invaders from Mars                | William Cameron Menzies (diretor), Richard Blake (roteiro), John Tucker Battle (história) | National Pictures/20th Century Fox | [ 70 ] |
| 1954 | 2004         | It Came from Outer Space          | Jack Arnold (diretor), Harry Essex (roteiro), Ray Bradbury (história) | Universal Studios                  | [ 70 ] |